# 東京宝塚劇場 (企業)
株式會社東京寶塚劇場（-とうきょうたからづかげきじょう、1932年8月12日 - 1943年12月 改称）は、かつて東京に存在した日本の演劇・映画会社。第二次世界大戦前に阪急資本が設立し、日比谷の映画・演劇街を形成する母体となり、東宝の前身となったことで知られる。

## 略歴・概要
1932年8月、演劇と映画の興行を事業の主目的にして、阪急の創始者・小林一三が設立、社長となった。当時の東京市麹町区日比谷（現在の東京都千代田区有楽町）を巨大な劇場街とすべく、まず、東京宝塚劇場と日比谷映画劇場の建設にとりかかり、1933年10月1日に事務所を日比谷三信ビル1階に開設し、1934年の1月1日に前者が完成してオープン、同年1月24日に本社を日比谷映画劇場内に移転し、2月1日に後者が完成してオープンした。
1935年3月14日に日本劇場4階に移転。同年6月には有楽座が完成・オープン、12月1日には日本劇場を所有する「日本映画劇場株式会社」を合併する。さらには1937年1月8日には東横映画劇場を合併して、その興行的地場を固めた。同年6月9日には塩瀬ビルを買収、東宝ビルと改称、本社を移転。12月1日には由緒ある「帝国劇場」を経営する「帝国劇場株式会社」を合併12月1日、但し劇場は1941年2月迄松竹に賃貸、日比谷の土地の制覇はほぼ完成した。1940年10月6日に本社を日本劇場5階に移転。1941年1月19日に本社を東宝文芸ビルに移転。
いっぽう、「東宝映画株式会社」は同社の系列企業であり、同年6月9日に塩瀬ビルを買収、東宝ビルと改称、本社を移転、9月10日の4社合併と1941年「東京発声映画」の吸収合併を経て、世田谷区砧地区に3つの撮影所をもつに至り、メジャー映画会社の一角を担う会社に急成長した。1943年8月30日に東宝映画と合併案をまとめ同年12月10日に吸収合併することで、同社は映画の製作・配給・興行、演劇の興行といった幅広い事業を一貫して総合的に行なう大企業となり、社名を「東宝株式会社」に改称し、現在に至る。

## 役員
| 役員       | 役職             | 開始日         | 終了日         |
| ---------- | ---------------- | -------------- | -------------- |
| 小林一三   | 代表取締役社長   | 1932年8月12日  | 1937年5月7日   |
| 小林一三   | 代表取締役相談役 | 1937年5月8日   | 1940年7月22日  |
| 吉岡重三郎 | 専務取締役       | 1934年8月25日  | 1937年5月7日   |
| 吉岡重三郎 | 代表取締役社長   | 1937年5月8日   | 1940年11月19日 |
| 吉岡重三郎 | 代表取締役相談役 | 1940年11月20日 | 1943年12月9日  |
| 秦豊吉     | 取締役           | 1935年9月12日  | 1937年5月7日   |
| 秦豊吉     | 専務取締役       | 1937年5月8日   | 1940年11月19日 |
| 秦豊吉     | 代表取締役社長   | 1940年11月20日 | 1943年12月9日  |
| 渋沢秀雄   | 代表取締役会長   | 1938年2月28日  | 1941年9月21日  |
| 大谷竹次郎 | 代表取締役会長   | 1941年9月22日  | 1943年12月9日  |
| 那波光正   | 専務取締役       | 1940年11月20日 | 1943年12月9日  |
| 岸本兼太郎 | 取締役           | 1932年8月12日  | 1943年12月9日  |
| 松岡潤吉   | 取締役           | 1932年8月12日  | 1943年12月9日  |
| 鈴木三郎助 | 取締役           | 1934年8月25日  | 1943年12月9日  |
| 吉田卯之助 | 取締役           | 1935年9月12日  | 1939年2月17日  |
| 三島通陽   | 取締役           | 1935年9月12日  | 1943年12月9日  |
| 大川平三郎 | 取締役           | 1936年1月13日  | 1943年12月9日  |
| 今村信吉   | 取締役           | 1932年8月      | 1934年8月24日  |
| 今村信吉   | 監査役           | 1934年8月25日  | 1943年12月9日  |
| 大川義雄   | 取締役           | 1937年2月27日  | 1943年12月9日  |
| 那波光正   | 取締役           | 1937年8月30日  | 1943年12月9日  |
| 風間健治   | 取締役           | 1937年8月30日  | 1943年12月9日  |
| 山本久三郎 | 取締役           | 1938年2月28日  | 1941年2月28日  |
| 植村泰二   | 取締役           | 1938年8月31日  | 1942年2月5日   |
| 大橋武雄   | 取締役           | 1939年2月17日  | 1943年12月9日  |
| 大沢善夫   | 取締役           | 1939年2月17日  | 1943年12月9日  |
| 林正之助   | 取締役           | 1939年2月17日  | 1943年12月9日  |
| 小林富佐雄 | 取締役           | 1941年8月29日  | 1943年12月9日  |
| 田辺加多丸 | 取締役           | 1942年8月31日  | 1943年12月9日  |
| 五島慶太   | 取締役           | 1942年8月31日  | 1943年12月9日  |
| 根津嘉一郎 | 相談役           | 1938年3月18日  | 1943年12月9日  |
| 大倉喜七郎 | 相談役           | 1938年3月18日  | 1943年12月9日  |

1. 八馬兼介
  - 監査役
2. 石山賢吉
  - 監査役（1932年8月12日～1942年8月30日）、相談役（1942年9月8日より）

## 関連事項
- 東京宝塚劇場、日比谷映画劇場、有楽座、日本劇場、帝国劇場
- 東宝映画 - 東宝 - 東宝スタジオ （小林一三）
- 東京急行電鉄 - 東横映画 （五島慶太）
- 日比谷

## 註
1. 1 2 3  東宝公式サイト内の「東宝株式会社 IR情報 会社略歴」の記述を参照。